# Pouchtchino
Pouchtchino (en russe : Пущино) est une ville de l'oblast de Moscou, en Russie. Sa population s'élevait à 20 797 habitants en 2019.

## Géographie
Pouchtchino est située sur la rive droite de la rivière Oka, à 120 km au sud de Moscou. Elle s'est édifiée sur le plateau central de Russie, dont le point culminant (236 m) est voisin.

## Histoire
Pouchtchino existe depuis le XVIe siècle comme une propriété de famille après qu'elle fut remise en récompense à la famille Pouchkine vers l'an 1500. La ville a été choisie en 1956 comme un site pour un centre de recherche scientifique de l'Académie des sciences de Russie. Elle a le statut de ville depuis 1966. Pour ne pas être confondue avec d'autres villes dont les noms sont proches, la ville est officieusement appelée Pouchtchino-sur-l'Oka.

## Population
Recensements (*) ou estimations de la population
| 1959* | 1970*  | 1979*  | 1989*  | 2002*  |
| ----- | ------ | ------ | ------ | ------ |
| 1 100 | 10 074 | 16 545 | 19 479 | 19 964 |

| 2010*  | 2012   | 2013   | 2014   | - |
| ------ | ------ | ------ | ------ | - |
| 20 332 | 20 904 | 21 112 | 21 186 | - |